# Avenida Fray Bartolomé de las Casas
La avenida Fray Bartolomé de las Casas es una avenida del distrito de San Martín de Porres, en la ciudad de Lima, capital del Perú. Se extiende de este a oeste, a lo largo de cinco cuadras. En la intersección con la avenida Túpac Amaru, se ubica la estación El Milagro del Metropolitano.

## Recorrido
Se inicia en la avenida Túpac Amaru, siguiendo de la avenida 18 de enero en el límite de los distritos de San Martín de Porres, Independencia y el Rímac.